# Okres Nyíregyháza
Okres Nyíregyháza (maďarsky Nyíregyházi járás) je jedním ze třinácti okresů maďarské župy Szabolcs-Szatmár-Bereg. Jeho centrem je město Nyíregyháza, která je zároveň centrem celé župy.

## Poloha
Okres se nachází ve východním Maďarsku. Nadmořská výška území je zhruba od 100 m na severu až po 132 m na jihovýchodě. Rozloha okresu je 809,61 km². 
Okres je protkán několika hlavními silnicemi - č.4 z Debrecínu na sever až do Čopu, č.36 na západ do Polgáru, č.41 na východ přes Vásárosnamény na Ukrajinu. Okresem také prochází dálnice M3 z Budapešti ke hranicím s Ukrajinou.

## Sídla
V okrese se nachází celkem 15 měst a obcí.
|    | Jméno obce    | Typ obce    | Obyvatel | Rozloha v km2 |
| -- | ------------- | ----------- | -------- | ------------- |
| 1  | Nyíregyháza   | župní město | 118 185  | 274,55        |
| 2  | Nyírtelek     | město       | 6 730    | 67,92         |
| 3  | Rakamaz       | město       | 4 512    | 42,64         |
| 4  | Újfehértó     | město       | 12 979   | 140,88        |
| 5  | Apagy         | vesnice     | 2 279    | 32,04         |
| 6  | Kálmánháza    | vesnice     | 1 905    | 37,24         |
| 7  | Kótaj         | vesnice     | 4 496    | 25,93         |
| 8  | Nagycserkesz  | vesnice     | 1 785    | 41,48         |
| 9  | Napkor        | vesnice     | 3 679    | 37,35         |
| 10 | Nyírpazony    | vesnice     | 3 403    | 15,05         |
| 11 | Nyírtura      | vesnice     | 1 774    | 21,48         |
| 12 | Sényő         | vesnice     | 1 414    | 18,30         |
| 13 | Szabolcs      | vesnice     | 372      | 5,88          |
| 14 | Timár         | vesnice     | 1 345    | 21,82         |
| 15 | Tiszanagyfalu | vesnice     | 1 826    | 27,05         |